# Center for Taktik
Center for Taktik (TAC) er Søværnets primære uddannelsessted for taktisk uddannelse. TAC er fysisk placeret på Flådestation Frederikshavn og underviser blandt andet i navigation, fjernkending, kommunikation, kampinformation, flykontrol samt adskillige kurser i Søværnets forskellige taktiske og tekniske systemer. Skolen tilbyder også civile kurser i blandt andet søredning, fiskeri- og miljøkontrol.
Skolen har til sin rådighed en "taktisk træner" hvori man kan træne ethvert scenarie realistisk og syntetisk. Skolen har desuden mange af de samme systemer der findes på skibene således at man kan stifte bekendtskab og øve betjeningen på systemerne. Skolen er udrustet med en udendørs bane hvorpå eleverne kan benytte blinklamper til lære at morse til hinanden samt øve med signalflag.